# Dyops
Dyops is een geslacht van vlinders van de familie spinneruilen (Erebidae), uit de onderfamilie Calpinae.

## Soorten
- D. cuprescens Hampson, 1926
- D. cyanargyria Hampson, 1926
- D. chlorargyria Hampson, 1926
- D. chromatophila Walker, 1858
- D. ditrapezium Sepp, 1852
- D. dotata Walker, 1869
- D. interrupta Sepp, 1848
- D. paurargyria Hampson, 1926
- D. pupillata Felder, 1874
- D. subdifferens Schaus, 1911